# Ypäjä
Ypäjä è un comune finlandese di 2237 abitanti, situato nella regione del Kanta-Häme.